# Rafael Montesinos y Ramiro
Rafael Montesinos y Ramiro (1811-1877) fue un pintor español.

## Biografía
Nacido en 1811 en Valencia, fue director de la Escuela de Bellas Artes de aquella ciudad, individuo de mérito de su Academia y pintor honorario de cámara. En las Exposiciones públicas que se verificaron en Valencia en 1845, iniciadas por el Liceo y la Sociedad económica, presentó numerosos retratos y paisajes, siendo notable entre los primeros el del Sr. Donday, y entre los segundos Una vista del Escorial; en la del año 1846 expuso Un patio árabe y otros trabajos; en la de 1855, diecinueve retratos al óleo y veinticinco paisajes. Entre los primeros llamaron la atención los de la Sra. Baronesa viuda de Cortes y Sres. Labaila, Merle, Mas y Abad, Pastor, Forés, Dotres y Rubio: entre los países sobresalieron los cuatro que representaban La salida del sol, La mañana, El medio día y La puesta del sol. En la Exposición Nacional de Bellas Artes de 1856 expuso tres vistas del reino de Valencia y fue agraciado con una mención honorífica.
Entre sus trabajos de decoración, se encontraron una bóveda del Palacio de Madrid representando a Narciso mirando su imagen en las aguas, y no corto número de telones para los teatros de Valencia. En el Museo provincial de aquella población había Una Santa Cristina suya. Reformadas las enseñanzas artísticas, Montesinos sirvió la cátedra de Artes policromas y aritmética y geometría de dibujantes de la Escuela de Valencia hasta su fallecimiento ocurrido en julio de 1877.